# Loxodera rhytachnoides
Loxodera rhytachnoides là một loài thực vật có hoa trong họ Hòa thảo. Loài này được (Launert) Clayton mô tả khoa học đầu tiên năm 1978.